# Juventus Football Club 1981-1982
Questa voce raccoglie le informazioni riguardanti la Juventus Football Club nelle competizioni ufficiali della stagione 1981-1982.

## Stagione

Da sinistra: i neoacquisti Paolo Rossi e Massimo Bonini.

In quest'annata fece il suo debutto in bianconero Bonini, prelevato dal neopromosso Cesena, mediano sammarinese (ma assimilabile in quegli anni ai calciatori italiani) designato a rilevare in prospettiva un capitan Furino ormai in fase calante. Giunsero inoltre a Torino nuovi giocatori come Paolo Rossi (tuttavia indisponibile per larga parte della stagione, causa la precedente squalifica nell'ambito dello scandalo Totonero), e si ritagliarono sempre pù spazio i giovani Marocchino e Galderisi – quest'ultimo frettolosamente promosso dal vivaio a campionato in corso, onde sostituire Bettega gravemente infortunatosi a fine 1981 nella trasferta di Coppa dei Campioni contro l'Anderlecht.
Con questi rinforzi la Juventus vinse il ventesimo scudetto della sua storia, potendo così cucirsi sulla maglia la cosiddetta seconda stella – prima squadra nel paese a raggiungere tale traguardo –, dopo un acceso duello con la Fiorentina seconda classificata che si risolse solo all'ultimo turno: il 16 maggio 1982, sul campo del Catanzaro, l'irlandese Brady si incaricò di battere e segnare il rigore che a 15' dalla conclusione del torneo assegnò il titolo ai bianconeri; questo pur sapendo di essere già stato ceduto dalla società torinese, dati i conclusi acquisti del francese Platini e del polacco Boniek e la norma che consentiva, all'epoca, il tesseramento di massimo due giocatori stranieri.
Dietro al miglior marcatore Virdis, decisivo fu l'apporto alla causa del giovane Galderisi, autore di 6 reti in campionato, comprensive della tripletta al Milan nella classica vinta al Comunale per 3-2 il 14 febbraio. Tra le partite-simbolo della stagione ci fu anche la stracittadina del 7 marzo, vinta in rimonta per 4-2 dopo un doppio svantaggio, grazie a Brady, Tardelli e una doppietta di Scirea.

Liam Brady trasforma sul campo di Catanzaro il rigore che, a un quarto d'ora dal termine del campionato, ha valso ai bianconeri lo scudetto della seconda stella.

Diede il suo contributo allo scudetto anche Rossi, sebbene la lunga squalifica inflittagli della giustizia sportiva gli avesse consentito di giocare solo le ultime tre partite di campionato (segnando peraltro al debutto in bianconero, il 2 maggio, nella vittoria per 5-1 sul campo dell'Udinese); ciò convinse comunque il commissario tecnico azzurro Enzo Bearzot a convocarlo per il successivo campionato del mondo 1982, dove insieme ad altri 5 elementi del cosiddetto Blocco-Juve (Zoff, Gentile, Scirea, Cabrini e Tardelli) fu tra i protagonisti della vittoria italiana – emergendo quale capocannoniere dell'edizione e venendo poi insignito, alla fine dell'anno solare, del Pallone d'oro di France Football quale miglior calciatore europeo.
Per la Juventus, più avaro di soddisfazioni fu invece il cammino nelle altre competizioni stagionali. In Coppa dei Campioni, dopo aver superato al primo turno il Celtic ribaltando nel retour match di Torino la sconfitta patita in Scozia, la squadra fu estromessa agli ottavi di finale dai belgi dell'Anderlecht futuri semifinalisti; ancor più breve fu il percorso in Coppa Italia dove i bianconeri vennero eliminati già al primo turno, chiudendo dietro ai concittadini del Torino, poi finalisti dell'edizione, il loro girone di qualificazione.

## Divise e sponsor

Da sinistra: Francesco Merloni della Ariston, il capitano Giuseppe Furino e il presidente bianconero Giampiero Boniperti presentano nell'estate 1981 la nuova maglia sponsorizzata.

Il fornitore tecnico per la stagione 1981-1982 fu Kappa. Grande novità dell'annata, a seguito della liberalizzazione attuata dalla Federcalcio nei campionati italiani, arrivò per la prima volta un marchio pubblicitario, Ariston, sopra le maglie juventine: la nuova casacca debuttò il 20 agosto 1981, in occasione di un'amichevole al Comunale contro i londinesi dell'Arsenal, e venne sfoggiata dalla squadra torinese in tutte le sfide di Serie A; nelle coppe continuò invece a essere utilizzata una divisa priva dello sponsor.
| Casa | Trasferta | 1ª portiere | 2ª portiere |

## Organigramma societario
Area direttiva
- Presidente: Giampiero Boniperti
- General Manager: Pietro Giuliano
- Segretario: Sergio Secco

Area tecnica
- Direttore sportivo: Francesco Morini
- Allenatore: Giovanni Trapattoni

Area sanitaria
- Medico sociale: Francesco La Neve
- Massaggiatori: Luciano De Maria e Valerio Remino

## Rosa
| N. |                       | Ruolo | Calciatore      |
| -- | --------------------- | ----- | --------------- |
|    | Italia (bandiera)     | P     | Luciano Bodini  |
|    | Italia (bandiera)     | P     | Dino Zoff       |
|    | Italia (bandiera)     | D     | Sergio Brio     |
|    | Italia (bandiera)     | D     | Antonio Cabrini |
|    | Italia (bandiera)     | D     | Claudio Gentile |
|    | Italia (bandiera)     | D     | Carlo Osti      |
|    | Italia (bandiera)     | D     | Gaetano Scirea  |
|    | San Marino (bandiera) | C     | Massimo Bonini  |
|    | Irlanda (bandiera)    | C     | Liam Brady      |
|    | Italia (bandiera)     | C     | Pietro Fanna    |

| N. |                   | Ruolo | Calciatore                 |
| -- | ----------------- | ----- | -------------------------- |
|    | Italia (bandiera) | C     | Giuseppe Furino (capitano) |
|    | Italia (bandiera) | C     | Domenico Marocchino        |
|    | Italia (bandiera) | C     | Cesare Prandelli           |
|    | Italia (bandiera) | C     | Marco Tardelli             |
|    | Italia (bandiera) | C     | Roberto Tavola             |
|    | Italia (bandiera) | A     | Roberto Bettega            |
|    | Italia (bandiera) | A     | Giuseppe Galderisi         |
|    | Italia (bandiera) | A     | Paolo Rossi                |
|    | Italia (bandiera) | A     | Pietro Paolo Virdis        |

## Risultati

### Serie A

#### Girone di andata
| Arbitro: | Longhi (Roma) |

|                                                |           |           |
| Bettega 1’, 18’, 80’ Scirea 15’, 58’ Fanna 67’ | Marcatori | 35’ Verza |

| Arbitro: | Barbaresco (Cormons) |

|  |           |            |
|  | Marcatori | 18’ Virdis |

| Arbitro: | Lo Bello (Siracusa) |

|                                           |           |              |
| Cabrini 18’ Bettega 34’ (rig.) Scirea 85’ | Marcatori | 59’ Fontolan |

| Arbitro: | D'Elia (Salerno) |

|  |           |            |
|  | Marcatori | 66’ Virdis |

| Arbitro: | Pieri (Genova) |

|             |           |  |
| Bettega 87’ | Marcatori |  |

| Arbitro: | Menegali (Roma) |

|  |           |             |
|  | Marcatori | 62’ Gentile |

| Arbitro: | Casarin (Milano) |

|  |           |            |
|  | Marcatori | 49’ Falcão |

| Arbitro: | Barbaresco (Cormons) |

|                        |           |             |
| Romano 25’ Iachini 61’ | Marcatori | 14’ Cabrini |

| Arbitro: | D'Elia (Salerno) |

|                        |           |  |
| Virdis 17’ Cabrini 48’ | Marcatori |  |

| Torino 29 novembre 1981, ore 14:30 CET 10ª giornata | Juventus        | 0 – 0 referto | Fiorentina | Stadio Comunale\| Arbitro: \| Menegali (Roma) \| |
| Arbitro:                                            | Menegali (Roma) |               |            |                                                  |

| Arbitro: | Bergamo (Livorno) |

|              |           |  |
| Nicolini 66’ | Marcatori |  |

| Milano 20 dicembre 1981, ore 14:30 CET 12ª giornata | Inter            | 0 – 0 referto | Juventus | Stadio Giuseppe Meazza\| Arbitro: \| D'Elia (Salerno) \| |
| Arbitro:                                            | D'Elia (Salerno) |               |          |                                                          |

| Arbitro: | Ciulli (Roma) |

|               |           |  |
| Galderisi 52’ | Marcatori |  |

| Napoli 10 gennaio 1982, ore 14:30 CET 14ª giornata | Napoli        | 0 – 0 referto | Juventus | Stadio San Paolo\| Arbitro: \| Longhi (Roma) \| |
| Arbitro:                                           | Longhi (Roma) |               |          |                                                 |

| Arbitro: | Lo Bello (Siracusa) |

|                                                   |           |               |
| Galderisi 2’, 21’ Zaninelli 37’ (aut.) Bonini 83’ | Marcatori | 44’ Santarini |

#### Girone di ritorno
| Arbitro: | Menegali (Roma) |

|            |           |          |
| Garlini 9’ | Marcatori | 71’ Brio |

| Arbitro: | Casarin (Milano) |

|                                             |           |  |
| Virdis 4’, 46’, 63’ (rig.) Brady 27’ (rig.) | Marcatori |  |

| Arbitro: | Pieri (Genova) |

|  |           |                       |
|  | Marcatori | 78’ Gentile 87’ Brady |

| Arbitro: | Ciulli (Roma) |

|                         |           |                             |
| Galderisi 17’, 63’, 83’ | Marcatori | 44’ Collovati 71’ Antonelli |

| Arbitro: | Longhi (Roma) |

|  |           |              |
|  | Marcatori | 27’ Tardelli |

| Arbitro: | Bergamo (Livorno) |

|                                        |           |                         |
| Tardelli 24’ Scirea 28’, 40’ Brady 89’ | Marcatori | 19’ Bonesso 22’ Dossena |

| Arbitro: | D'Elia (Salerno) |

|  |           |                                    |
|  | Marcatori | 8’, 38’ Virdis 32’ (aut.) Marangon |

| Arbitro: | Ciulli (Roma) |

|                     |           |  |
| Faccenda 52’ (aut.) | Marcatori |  |

| Bologna 28 marzo 1982, ore 15:30 CEST 24ª giornata | Bologna              | 0 – 0 referto | Juventus | Stadio Comunale\| Arbitro: \| Barbaresco (Cormons) \| |
| Arbitro:                                           | Barbaresco (Cormons) |               |          |                                                       |

| Firenze 4 aprile 1982, ore 15:30 CEST 25ª giornata | Fiorentina       | 0 – 0 referto | Juventus | Stadio Comunale\| Arbitro: \| Casarin (Milano) \| |
| Arbitro:                                           | Casarin (Milano) |               |          |                                                   |

| Arbitro: | Menegali (Roma) |

|              |           |             |
| Tardelli 13’ | Marcatori | 58’ Pircher |

| Arbitro: | Barbaresco (Cormons) |

|                  |           |  |
| Brady 76’ (rig.) | Marcatori |  |

| Arbitro: | D'Elia (Salerno) |

|          |           |                                                      |
| Miano 2’ | Marcatori | 30’ Marocchino 36’, 85’ Cabrini 49’ Rossi 90’ Virdis |

| Torino 9 maggio 1982, ore 16:00 CEST 29ª giornata | Juventus         | 0 – 0 referto | Napoli | Stadio Comunale\| Arbitro: \| Casarin (Milano) \| |
| Arbitro:                                          | Casarin (Milano) |               |        |                                                   |

| Arbitro: | Pieri (Genova) |

|  |           |                  |
|  | Marcatori | 75’ (rig.) Brady |

### Coppa Italia

#### Fase a gironi
| Arbitro: | Longhi (Roma) |

|            |           |                             |
| Bilardi 9’ | Marcatori | 26’ Bettega 59’, 73’ Virdis |

| Arbitro: | Mattei (Macerata) |

|  |           |                            |
|  | Marcatori | 3’ Marocchino 83’ Tardelli |

| Arbitro: | D'Elia (Salerno) |

|                       |           |                        |
| Brady 11’ Bettega 46’ | Marcatori | 49’ Ambu 90’ Dal Fiume |

| Arbitro: | Bergamo (Livorno) |

|  |           |             |
|  | Marcatori | 61’ Dossena |

### Coppa dei Campioni
| Arbitro: | Corver |

|             |           |  |
| MacLeod 67’ | Marcatori |  |

| Arbitro: | Ponnet |

|                        |           |  |
| Virdis 27’ Bettega 35’ | Marcatori |  |

| Arbitro: | White |

|                                 |           |                |
| Geurts 25’, 60’ Vercauteren 88’ | Marcatori | 37’ Marocchino |

| Arbitro: | Linemayr |

|          |           |            |
| Brio 79’ | Marcatori | 44’ Geurts |

## Statistiche

### Statistiche di squadra
| Competizione       | Punti | In casa | In casa | In casa | In casa | In casa | In casa | In trasferta | In trasferta | In trasferta | In trasferta | In trasferta | In trasferta | Totale | Totale | Totale | Totale | Totale | Totale | DR  |
| Competizione       | Punti | G       | V       | N       | P       | Gf      | Gs      | G            | V            | N            | P            | Gf           | Gs           | G      | V      | N      | P      | Gf     | Gs     | DR  |
| ------------------ | ----- | ------- | ------- | ------- | ------- | ------- | ------- | ------------ | ------------ | ------------ | ------------ | ------------ | ------------ | ------ | ------ | ------ | ------ | ------ | ------ | --- |
| Serie A            | 46    | 15      | 11      | 3       | 1       | 31      | 9       | 15           | 8            | 5            | 2            | 17           | 5            | 30     | 19     | 8      | 3      | 48     | 14     | +34 |
| Coppa Italia       |       | 2       | 0       | 1       | 1       | 2       | 3       | 2            | 2            | 0            | 0            | 5            | 1            | 4      | 2      | 1      | 1      | 7      | 4      | +3  |
| Coppa dei Campioni |       | 2       | 1       | 1       | 0       | 3       | 1       | 2            | 0            | 0            | 2            | 1            | 4            | 4      | 1      | 1      | 2      | 4      | 5      | -1  |
| Totale             |       | 19      | 12      | 5       | 2       | 36      | 13      | 19           | 10           | 5            | 2            | 23           | 10           | 38     | 22     | 10     | 6      | 59     | 23     | +36 |

### Statistiche dei giocatori
| Giocatore     | Serie A  | Serie A | Serie A     | Serie A    | Coppa Italia | Coppa Italia | Coppa Italia | Coppa Italia | Coppa dei Campioni | Coppa dei Campioni | Coppa dei Campioni | Coppa dei Campioni | Totale   | Totale | Totale      | Totale     |
| Giocatore     | Presenze | Reti    | Ammonizioni | Espulsioni | Presenze     | Reti         | Ammonizioni  | Espulsioni   | Presenze           | Reti               | Ammonizioni        | Espulsioni         | Presenze | Reti   | Ammonizioni | Espulsioni |
| ------------- | -------- | ------- | ----------- | ---------- | ------------ | ------------ | ------------ | ------------ | ------------------ | ------------------ | ------------------ | ------------------ | -------- | ------ | ----------- | ---------- |
| R. Bettega    | 7        | 5       | ?           | ?          | 4            | 2            | ?            | ?            | 3                  | 1                  | ?                  | ?                  | 14       | 8      | ?           | ?          |
| M. Bonini     | 28       | 1       | ?           | ?          | 4            | 0            | ?            | ?            | 4                  | 0                  | ?                  | ?                  | 36       | 1      | ?           | ?          |
| L. Brady      | 29       | 5       | ?           | ?          | 4            | 1            | ?            | ?            | 4                  | 0                  | ?                  | ?                  | 37       | 6      | ?           | ?          |
| S. Brio       | 29       | 1       | ?           | ?          | 3            | 0            | ?            | ?            | 4                  | 1                  | ?                  | ?                  | 36       | 2      | ?           | ?          |
| A. Cabrini    | 29       | 5       | ?           | ?          | 4            | 0            | ?            | ?            | 4                  | 0                  | ?                  | ?                  | 37       | 5      | ?           | ?          |
| P. Fanna      | 21       | 1       | ?           | ?          | 2            | 0            | ?            | ?            | 4                  | 0                  | ?                  | ?                  | 27       | 1      | ?           | ?          |
| G. Furino     | 27       | 0       | ?           | ?          | 4            | 0            | ?            | ?            | 3                  | 0                  | ?                  | ?                  | 34       | 0      | ?           | ?          |
| G. Galderisi  | 16       | 6       | ?           | ?          | -            | -            | -            | -            | -                  | -                  | -                  | -                  | 16       | 6      | 0+          | 0+         |
| C. Gentile    | 27       | 2       | ?           | ?          | 4            | 0            | ?            | ?            | 4                  | 0                  | ?                  | ?                  | 35       | 2      | ?           | ?          |
| D. Marocchino | 29       | 1       | ?           | ?          | 4            | 1            | ?            | ?            | 4                  | 1                  | ?                  | ?                  | 37       | 3      | ?           | ?          |
| C. Osti       | 6        | 0       | ?           | ?          | 1            | 0            | ?            | ?            | -                  | -                  | -                  | -                  | 7        | 0      | 0+          | 0+         |
| C. Prandelli  | 8        | 0       | ?           | ?          | 1            | 0            | ?            | ?            | 2                  | 0                  | ?                  | ?                  | 11       | 0      | ?           | ?          |
| P. Rossi      | 3        | 1       | ?           | ?          | -            | -            | -            | -            | -                  | -                  | -                  | -                  | 3        | 1      | 0+          | 0+         |
| G. Scirea     | 30       | 5       | ?           | ?          | 4            | 0            | ?            | ?            | 4                  | 0                  | ?                  | ?                  | 38       | 5      | ?           | ?          |
| M. Tardelli   | 22       | 3       | ?           | ?          | 4            | 1            | ?            | ?            | 3                  | 0                  | ?                  | ?                  | 29       | 4      | ?           | ?          |
| R. Tavola     | 3        | 0       | ?           | ?          | -            | -            | -            | -            | 1                  | 0                  | ?                  | ?                  | 4        | 0      | 0+          | 0+         |
| P. P. Virdis  | 30       | 9       | ?           | ?          | 4            | 2            | ?            | ?            | 3                  | 1                  | ?                  | ?                  | 37       | 12     | ?           | ?          |
| D. Zoff       | 30       | -14     | ?           | ?          | 4            | -4           | ?            | ?            | 4                  | -5                 | ?                  | ?                  | 38       | -23    | ?           | ?          |